# UCI Europa Tour 2005-2006
L'UCI Europa Tour 2005-2006 va ser la segona edició de l'UCI Europa Tour, un dels cinc circuits continentals de ciclisme de la Unió Ciclista Internacional. Estava formada per més de 300 proves, organitzades del 16 d'octubre de 2005 al 12 d'octubre de 2006 a Europa.

## Evolució del calendari

### Octubre 2006
| Data | Cursa                             | País    | Cat. | Vencedor        | Equip             |
| ---- | --------------------------------- | ------- | ---- | --------------- | ----------------- |
| 16   | Crono de les Nacions-Les Herbiers | França  | 1.1  | Ondřej Sosenka  | Acqua e Sapone    |
| 16   | Escalada a Montjuïc               | Espanya | 1.1  | Samuel Sánchez  | Euskaltel-Euskadi |
| 22   | Florència-Pistoia                 | Itàlia  | 1.1  | Serhíi Matvèiev | Ceramica Panaria  |

### Gener
| Data | Cursa                                 | País   | Cat. | Vencedor    | Equip      |
| ---- | ------------------------------------- | ------ | ---- | ----------- | ---------- |
| 31   | Gran Premi d'Obertura La Marseillaise | França | 1.1  | Baden Cooke | Unibet.com |

### Febrer
| Data    | Cursa                               | País     | Cat. | Vencedor                | Equip                                 |
| ------- | ----------------------------------- | -------- | ---- | ----------------------- | ------------------------------------- |
| 1.-5.   | Étoile de Bessèges                  | França   | 2.1  | Frederik Willems        | Chocolade Jacques-Topsport Vlaanderen |
| 4.      | Gran Premi de la costa dels Etruscs | Itàlia   | 1.1  | Alessandro Petacchi     | Team Milram                           |
| 5.      | Trofeu Palma de Mallorca            | Espanya  | 1.1  | Isaac Gálvez            | Illes Balears                         |
| 6.      | Trofeu Alcudia                      | Espanya  | 1.1  | Isaac Gálvez            | Illes Balears                         |
| 7.      | Trofeu Pollença                     | Espanya  | 1.1  | David Bernabéu          | Comunidad Valenciana                  |
| 8.      | Trofeu Soller                       | Espanya  | 1.1  | Paolo Bettini           | Quick Step                            |
| 8.-12.  | Tour del Mediterrani                | França   | 2.1  | Cyril Dessel            | Ag2r Prévoyance                       |
| 9.      | Trofeu Calvià                       | Espanya  | 1.1  | David Kopp              | Gerolsteiner                          |
| 9.-12.  | Gran Premi Internacional Costa Azul | Portugal | 2.1  | Robbie McEwen           | Davitamon-Lotto                       |
| 12.-16. | Volta a Andalusia                   | Espanya  | 2.1  | Carlos García Quesada   | Unibet.com                            |
| 14.     | Trofeu Laigueglia                   | Itàlia   | 1.1  | Alessandro Ballan       | Lampre-Fondital                       |
| 15.-19. | Volta a l'Algarve                   | Portugal | 2.1  | João Cabreira           | Milaneza-Maia                         |
| 18.     | Tour de l'Alt Var                   | França   | 1.1  | Leonardo Bertagnolli    | Cofidis                               |
| 19.     | Classic Haribo                      | França   | 1.1  | Arnaud Coyot            | Cofidis                               |
| 21.-25. | Volta a la Comunitat Valenciana     | Espanya  | 2.1  | Toni Colom              | Illes Balears                         |
| 25.     | Beverbeek Classic                   | Bèlgica  | 1.2  | Evert Verbist           | Chocolade Jacques-Topsport Vlaanderen |
| 25.     | Gran Premi de Chiasso               | Suïssa   | 1.1  | Remmert Wielinga        | Quick Step                            |
| 25.     | Omloop Het Volk                     | Bèlgica  | 1.HC | Philippe Gilbert        | La Française des jeux                 |
| 26.     | Clàssica d'Almeria                  | Espanya  | 1.1  | Francisco Pérez Sánchez | Illes Balears                         |
| 26.     | Kuurne-Brussel·les-Kuurne           | Bèlgica  | 1.1  | Nick Nuyens             | Quick Step                            |
| 26.     | Gran Premi de Lugano                | Suïssa   | 1.1  | Paolo Bettini           | Quick Step                            |

### Març
| Data    | Cursa                                       | País                | Cat.  | Vencedor             | Equip                                   |
| ------- | ------------------------------------------- | ------------------- | ----- | -------------------- | --------------------------------------- |
| 1.      | Le Samyn                                    | Bèlgica             | 1.1   | Renaud Dion          | Ag2r Prévoyance                         |
| 1.-5.   | Volta a Múrcia                              | Espanya             | 2.1   | Santos González      | 3 Molinos Resort                        |
| 3.-5.   | Tres dies de Flandes Occidental             | Bèlgica             | 2.1   | Niko Eeckhout        | Chocolade Jacques-Topsport Vlaanderen   |
| 4.      | Milà-Torí                                   | Itàlia              | 1.HC  | Igor Astarloa        | Barloworld                              |
| 4.      | Fletxa flamenca                             | Bèlgica             | 1.2   | Evert Verbist        | Chocolade Jacques - Topsport Vlaanderen |
| 5.      | Monts du Luberon - Trofeu Luc Leblanc       | França              | 1.2   | Rene Mandri          | Auber 93                                |
| 5.      | Gran Premi de Lillers-Souvenir Bruno Comini | França              | 1.2   | Markus Eichler       | Regiostrom-Senges                       |
| 6.      | Giro de la Província de Lucca               | Itàlia              | 1.1   | Alessandro Petacchi  | Team Milram                             |
| 9.-12.  | Volta al Districte de Santarém              | Portugal            | 2.1   | Lars Boom            | Rabobank Continental                    |
| 12.     | Giro del Lago Maggiore                      | Suïssa              | 1.2   | Giairo Ermeti        | Team LPR                                |
| 12.     | París-Troyes                                | França              | 1.2   | Iuri Trofímov        | Omnibike Dynamo Moscou                  |
| 12.     | Trofeu Franco Balestra                      | Itàlia              | 1.2   | Aurélien Passeron    | Pedale Larigiano                        |
| 12.     | Circuit del País de Waes                    | Bèlgica             | 1.2   | Niko Eeckhout        | Chocolade Jacques-Topsport Vlaanderen   |
| 12.     | Poreč Trophy                                | Croàcia             | 1.2   | Simon Špilak         | Adria Mobil                             |
| 15.     | Nokere Koerse                               | Bèlgica             | 1.1   | Bert Roesems         | Davitamon-Lotto                         |
| 16.-19. | Istrian Spring Trophy                       | Croàcia             | 2.2   | Borut Božič          | Perutnina Ptuj                          |
| 17.     | Clàssica Loira Atlàntic                     | França              | 1.2   | Serguei Kolésnikov   | Omnibike Dynamo Moscou                  |
| 19.     | Gran Premi Cholet-País del Loira            | França              | 1.1   | Christopher Sutton   | Cofidis                                 |
| 19.     | Roue tourangelle                            | França              | 1.2   | Serguei Kolésnikov   | Omnibike Dynamo Moscou                  |
| 20.-24. | Volta a Castella i Lleó                     | Espanya             | 2.1   | Alexandre Vinokourov | Liberty Seguros-Würth                   |
| 20.-26. | Tour de Normandia                           | França              | 2.2   | Kai Reus             | Rabobank Continental                    |
| 21.-25. | Setmana Internacional de Coppi i Bartali    | Itàlia              | 2.1   | Damiano Cunego       | Lampre-Fondital                         |
| 22.     | A través de Flandes                         | Bèlgica             | 1.1   | Frederik Veuchelen   | Chocolade Jacques-Topsport Vlaanderen   |
| 22.     | Gran Premi de Waregem                       | Bèlgica             | 1.2 U | Jelle Vanendert      | Bodysol-Win For Life-Jong Vlaanderen    |
| 23.-26. | The Paths of King Nikola                    | Sèrbia i Montenegro | 2.2   | Radoslav Rogina      | Perutnina Ptuj                          |
| 25.     | E3 Harelbeke                                | Bèlgica             | 1.HC  | Tom Boonen           | Quick Step                              |
| 25.-26. | Critèrium Internacional                     | França              | 2.HC  | Ivan Basso           | Team CSC                                |
| 26.     | Fletxa brabançona                           | Bèlgica             | 1.1   | Óscar Freire         | Rabobank                                |
| 26.     | Giro del Mendrisiotto                       | Suïssa              | 1.2   | Daniele De Paoli     | LPR                                     |
| 28.-30. | Tres dies de La Panne                       | Bèlgica             | 2.HC  | Leif Hoste           | Discovery Channel                       |
| 29.-2.  | Cinturó a Mallorca                          | Espanya             | 2.2   | Pàvel Brutt          | Tinkoff Restaurants                     |
| 31.     | Ruta Adélie de Vitré                        | França              | 1.1   | Samuel Dumoulin      | Ag2r Prévoyance                         |

### Abril
| Data    | Cursa                                                | País          | Cat. | Vencedor               | Equip                        |
| ------- | ---------------------------------------------------- | ------------- | ---- | ---------------------- | ---------------------------- |
| 1.      | Hel van het Mergelland                               | Països Baixos | 1.1  | Mikhailo Khalilov      | Team LPR                     |
| 1.      | Gran Premi Miguel Indurain                           | Espanya       | 1.1  | Fabian Wegmann         | Gerolsteiner                 |
| 1.      | Boucle de l'Artois                                   | França        | 1.2  | Aleksandr Khatúntsev   | Omnibike Dynamo Moscou       |
| 2.      | Gran Premi de Rennes                                 | França        | 1.1  | Paride Grillo          | Ceramica Panaria             |
| 2.      | Trofeu Banca Popolare di Vicenza                     | Itàlia        | 1.2U | Ermanno Capelli        | Unidelta Bottoli Arvedi      |
| 4.–7.   | Circuit de La Sarthe                                 | França        | 2.1  | Stefan Schumacher      | Gerolsteiner                 |
| 5.-9.   | Setmana Ciclista Lombarda                            | Itàlia        | 2.2  | Robert Gesink          | Rabobank Continental         |
| 5.-9.   | Volta a Grècia                                       | Grècia        | 2.2  | Pàvel Brutt            | Tinkoff Restaurants          |
| 6.      | Gran Premi Pino Cerami                               | Bèlgica       | 1.1  | Sebastian Langeveld    | Skil-Shimano                 |
| 7.-9.   | Circuit de les Ardenes                               | França        | 2.2  | Serguei Kolésnikov     | Omnibike Dynamo Moscou       |
| 8.      | Tour de Drenthe                                      | Països Baixos | 1.1  | Markus Eichler         | Regiostrom-Senges            |
| 9.      | Klasika Primavera                                    | Espanya       | 1.1  | Carlos Sastre          | Team CSC                     |
| 12.     | Côte picarde                                         | França        | 1.2U | Guillaume Levarlet     | CC Nogent-sur-Oise           |
| 12.     | Grote Scheldeprijs                                   | Bèlgica       | 1.HC | Tom Boonen             | Quick Step-Innergetic        |
| 12.-16. | Tour de Loir-et-Cher                                 | França        | 2.2  | Jacob Moe Rasmussen    | Team GLS                     |
| 13.     | Gran Premi de Denain                                 | França        | 1.1  | Jimmy Casper           | Cofidis                      |
| 13.-16. | Rhône-Alpes Isère Tour                               | França        | 2.2  | Tomislav Dančulović    | Perutnina Ptuj               |
| 15.     | Tour de Finisterre                                   | França        | 1.1  | Serguei Kolésnikov     | Omnibike Dynamo Moscou       |
| 15.     | Salzkammergut-Giro                                   | Àustria       | 1.2  | Markus Eibegger        | Àustria                      |
| 16.     | Giro d'Oro                                           | Itàlia        | 1.1  | Damiano Cunego         | Lampre-Fondital              |
| 16.     | Volta a Düren                                        | Alemanya      | 1.2  | Elnathan Heizmann      | Regiostrom-Senges            |
| 16.     | Tro Bro Leon                                         | França        | 1.1  | Mark Renshaw           | Crédit agricole              |
| 16.     | Gran Premi de la vila de Nogent-sur-Oise             | França        | 1.2  | Jos Pronk              | ProComm-Van Hemert           |
| 17.     | Volta a Colònia                                      | Alemanya      | 1.1  | Christian Knees        | Team Milram                  |
| 17.     | Giro del Belvedere                                   | Itàlia        | 1.2  | Fabrizio Galeazzi      | Zalf Désirée Fior            |
| 18.     | París-Camembert                                      | França        | 1.1  | Anthony Geslin         | Bouygues Telecom             |
| 18.     | Gran Premi Palio del Recioto                         | Itàlia        | 1.2  | Ermanno Capelli        | Unidelta Gls Garda           |
| 18.–21. | Giro del Trentino                                    | Itàlia        | 2.1  | Damiano Cunego         | Lampre-Fondital              |
| 19.–23. | Volta a la Baixa Saxònia                             | Alemanya      | 2.1  | Alessandro Petacchi    | Team Milram                  |
| 21.–23. | Volta a La Rioja                                     | Espanya       | 2.1  | Ricardo Serrano        | Kaiku                        |
| 22.     | Gran Premi de Villers-Cotterêts                      | França        | 1.1  | Émilien-Benoît Bergès  | Auber 93                     |
| 22.-26. | Gran Premi de Sotxi                                  | Rússia        | 2.2  | Sergey Kolesnikov      | Omnibike Dynamo Moscou       |
| 23.     | Giro dels Apenins                                    | Itàlia        | 1.1  | Rinaldo Nocentini      | Acqua e Sapone               |
| 23.     | Volta a Holanda del Nord                             | Països Baixos | 1.2  | Kai Reus               | Rabobank Continental         |
| 23.     | París-Mantes-en-Yvelines                             | França        | 1.2  | Alexander Serov        | Tinkoff Restaurants          |
| 23.     | Tour de Flandes sub-23                               | Bèlgica       | 1.2U | Kevyn Ista             | V.C Roubaix-Lille Métropoole |
| 25.     | Gran Premi della Liberazione                         | Itàlia        | 1.2  | Matthew Goss           | Southaustralia.com-AIS       |
| 25.-1.  | Tour de Bretanya                                     | França        | 2.2  | Dries Devenyns         | Davitamon-Lotto              |
| 26.–30. | Volta a Renània-Palatinat                            | Alemanya      | 2.1  | René Haselbacher       | Gerolsteiner                 |
| 26.-1.  | Giro delle Regioni                                   | Itàlia        | 2.2U | Dmitrò Hrabovski       | Ucraïna                      |
| 28.-30. | Szlakiem Grodów Piastowskich                         | Polònia       | 2.1  | Tomasz Kiendyś         | Knauf Team                   |
| 29.     | Gran Premi Herning                                   | Dinamarca     | 1.1  | Allan Johansen         | Team CSC                     |
| 29.     | Gran Premi de la Indústria i l'Artesanat de Larciano | Itàlia        | 1.1  | Damiano Cunego         | Lampre-Fondital              |
| 30.     | Colliers Classic                                     | Dinamarca     | 1.1  | Erwin Thijs            | Unibet.com                   |
| 30.     | Giro de Toscana                                      | Itàlia        | 1.1  | Przemysław Niemiec     | Miche                        |
| 30.     | Trofeu dels Escaladors                               | França        | 1.1  | Didier Rous            | Bouygues Telecom             |
| 30.-7.  | Volta a Turquia                                      | Turquia       | 2.2  | Ghader Mizbani Iranagh | Giant Asia Racing Team       |

### Maig
| Data    | Cursa                                                   | País          | Cat. | Vencedor              | Equip                                                |
| ------- | ------------------------------------------------------- | ------------- | ---- | --------------------- | ---------------------------------------------------- |
| 1.      | Gran Premi de Frankfurt                                 | Alemanya      | 1.HC | Stefano Garzelli      | Liquigas-Bianchi                                     |
| 1.      | Lieja-Bastogne-Lieja sub-23                             | Bèlgica       | 1.2U | Kai Reus              | Rabobank Continental                                 |
| 1.      | Memorial Andrzej Trochanowski                           | Polònia       | 1.2  | Piotr Chmielewski     | CCC Polsat                                           |
| 1.      | Gran Premi del 1r de maig - Premi d'honor Vic de Bruyne | Bèlgica       | 1.2  | Jean-Philippe Dony    | Pôle Continental Wallon Davitamon-Euro Millions 2006 |
| 2.      | Coppa Città di Asti                                     | Itàlia        | 1.2  | Oscar Gatto           | Zalf Désirée Fior                                    |
| 2.      | Gran Premi de Moscou                                    | Rússia        | 1.2  | Aleksandr Khatúntsev  | Omnibike Dynamo Moscou                               |
| 3.      | Mayor Cup                                               | Rússia        | 1.2  | Normunds Lasis        | Rietumu Bank-Riga                                    |
| 3.-6.   | Giro del Friül-Venècia Júlia                            | Itàlia        | 2.2  | Borís Xpilévski       | A.C.S. Gruppo Lupi                                   |
| 3.-7.   | Volta a Extremadura                                     | Espanya       | 2.2  | Pedro Romero Ocampo   | Spiuk-Extremadura                                    |
| 3.-7.   | Quatre dies de Dunkerque                                | França        | 2.HC | Roberto Petito        | Tenax                                                |
| 5.-9.   | Cinc anells de Moscou                                   | Rússia        | 2.2  | Aleksandr Khatúntsev  | Omnibike Dynamo Moscou                               |
| 6.      | Tour d'Overijssel                                       | Països Baixos | 1.2  | Peter Möhlmann        | Fondas-P3Transfert                                   |
| 6.-7.   | Clàssica d'Alcobendas                                   | Espanya       | 2.1  | Jan Hruška            | 3 Molinos Resort                                     |
| 7.      | Omloop der Kempen                                       | Països Baixos | 1.2  | Ievgueni Popov        | Rabobank Continental                                 |
| 7.      | Gran Premi de la Indústria del marbre                   | Itàlia        | 1.2  | David Garbelli        | GS San Marco Concrete Caneva                         |
| 7.      | Circuit del Porto-Trofeu Arvedi                         | Itàlia        | 1.2  | Manolo Zanella        | Zalf Désirée Fior                                    |
| 9.-14.  | Volta a Turíngia                                        | Alemanya      | 2.2U | Tony Martin           | Thüringer Energie                                    |
| 11.     | Memorial Oleg Dyachenko                                 | Rússia        | 1.2  | Aliaksandr Kutxinski  | Ceramica Flaminia                                    |
| 11.-15. | Volta a la comunitat de Madrid                          | Espanya       | 2.2  | Sergi Escobar         | Grupo Nicolas Mateos                                 |
| 12.-14. | Tour de Picardia                                        | França        | 2.1  | Jimmy Casper          | Cofidis                                              |
| 13.-20. | Cursa de la Pau                                         | Txèquia       | 2.HC | Giampaolo Cheula      | Barloworld                                           |
| 13.-21. | Olympia's Tour                                          | Països Baixos | 2.2  | Tom Veelers           | Rabobank Continental                                 |
| 18.-21. | Circuit de Lorena                                       | França        | 2.1  | Mauricio Soler        | Acqua e Sapone                                       |
| 18.-21. | Ronde de l'Isard d'Ariège                               | França        | 2.2U | Ignatas Konovalovas   | VC La Pomme Marseille                                |
| 19.-20. | Giro de la província de Cosenza                         | Itàlia        | 2.2  | Francesco Reda        | Publisport La Spezia                                 |
| 21.     | Gran Premi Möbel Alvisse                                | Luxemburg     | 1.2  | Gabriel Rasch         | Maxbo Bianchi                                        |
| 21.     | Neuseen Classics                                        | Alemanya      | 1.2  | Danilo Hondo          | Team Lamonta                                         |
| 21.     | Clàssica Memorial Txuma                                 | Espanya       | 1.2U | Mikhaïl Ignàtiev      | Tinkoff Credit Systems                               |
| 21.-28. | FBD Insurance Rás                                       | Irlanda       | 2.2  | Kristian House        | Recycling.co.uk                                      |
| 23.-28. | Volta a Navarra                                         | Espanya       | 2.2  | Jesús Tendero         | Viña Magna-Cropu                                     |
| 24.-28. | Volta a Bèlgica                                         | Bèlgica       | 2.1  | Maarten Tjallingii    | Skil-Shimano                                         |
| 24.-28. | Volta a Baviera                                         | Alemanya      | 2.HC | José Alberto Martinez | Agritubel                                            |
| 24.-28. | Volta a l'Alentejo                                      | Portugal      | 2.1  | Sérgio Ribeiro        | Barbot                                               |
| 25.     | Tour de Vendée                                          | França        | 1.1  | Mikel Gaztañaga       | Atom                                                 |
| 25.-28. | Tour de Gironda                                         | França        | 2.2  | Jérôme Bonnace        | U.C. Châteauroux-Laboratoires Fenioux                |
| 25.-28. | Fletxa del Sud                                          | Luxemburg     | 2.2  | Geraint Thomas        | Regne Unit                                           |
| 26.     | EOS Tallinn G.P.                                        | Estònia       | 1.1  | Janek Tombak          | Kalev Chocolate                                      |
| 26.     | Gran Premi Hydraulika Mikolasek                         | Eslovàquia    | 1.2  | Jure Golčer           | Perutnina Ptuj                                       |
| 27.     | GP Tartu                                                | Estònia       | 1.1  | Wojciech Pawlak       | Knauf Team                                           |
| 27.     | Gran Premi de Plumelec-Morbihan                         | França        | 1.1  | Cédric Hervé          | Bretagne-Jean Floc'h                                 |
| 27.     | Gran Premi Kooperativa                                  | Eslovàquia    | 1.2  | Peter Velits          | Konica Minolta-Bizhub                                |
| 28.     | Boucles de l'Aulne                                      | França        | 1.1  | Johan Coenen          | Unibet.com                                           |
| 28.     | GP Llodio                                               | Espanya       | 1.1  | Jaume Rovira          | Andalucia-Paul Versan                                |
| 28.     | Gran Premi Palma                                        | Eslovàquia    | 1.2  | Boštjan Mervar        | Perutnina Ptuj                                       |
| 28.     | París-Roubaix sub-23                                    | França        | 1.2U | Tom Veelers           | Rabobank Continental                                 |
| 31.-4.  | Volta a Luxemburg                                       | Luxemburg     | 2.HC | Christian Vande Velde | Team CSC                                             |
| 31.-4.  | Euskal Bizikleta                                        | Espanya       | 2.HC | Koldo Gil             | Saunier Duval-Prodir                                 |

### Juny
| Data    | Cursa                                        | País                | Cat. | Vencedor            | Equip                                |
| ------- | -------------------------------------------- | ------------------- | ---- | ------------------- | ------------------------------------ |
| 2.      | Trofeu Alcide Degasperi                      | Itàlia              | 1.2  | Matthew Lloyd       | Southaustralia.com-AIS               |
| 2.-5.   | Tour de Berlín                               | Alemanya            | 2.2U | Alex Rasmussen      | Dinamarca                            |
| 3.      | Gran Premi Schwarzwald                       | Alemanya            | 1.1  | Jure Golčer         | Perutnina Ptuj                       |
| 3.      | Memorial Marco Pantani                       | Itàlia              | 1.1  | Daniele Bennati     | Lampre-Fondital                      |
| 3.      | Gran Premi Kranj                             | Eslovènia           | 1.2  | Boštjan Mervar      | Perutnina Ptuj                       |
| 4.      | Gran Premi del cantó d'Argòvia               | Suïssa              | 1.HC | Beat Zberg          | Gerolsteiner                         |
| 4.      | Memorial Philippe Van Coningsloo             | Bèlgica             | 1.2  | Kevin Maene         | Landbouwkrediet-Colnago              |
| 4.      | Riga Grand Prix                              | Letònia             | 1.2  | Serguei Kolésnikov  | Omnibike Dynamo Moscou               |
| 4.      | Coppa della Pace                             | Itàlia              | 1.2  | Alexandre Filippov  | Amore & Vita-McDonald's              |
| 5.-10.  | Volta a Lleida                               | Espanya             | 2.2  | Mikhaïl Ignàtiev    | Tinkoff Credit Systems               |
| 6.-11.  | Bałtyk-Karkonosze Tour                       | Polònia             | 2.2  | Bartłomiej Matysiak | Legia Bazyliszek-Sopro               |
| 7.      | Veenendaal-Veenendaal                        | Països Baixos       | 1.HC | Tom Boonen          | Quick Step                           |
| 7.-11.  | Ringerike Grand Prix                         | Noruega             | 2.2  | Gabriel Rasch       | Maxbo Bianchi Cycling                |
| 8.-11.  | Volta a Eslovènia                            | Eslovènia           | 2.1  | Tomaž Nose          | Adria Mobil                          |
| 8.-11.  | GP Internacional CTT Correios                | Portugal            | 2.1  | Jordi Grau          | LA Aluminios-Liberty Seguros         |
| 9.-18.  | Giro Ciclistico d'Itàlia sub-23              | Itàlia              | 2.2  | Dario Cataldo       | Monsummanese Bedogni Praga Natalini  |
| 10.-11. | OZ Wielerweekend                             | Països Baixos       | 2.2  | Niki Terpstra       | Ubbink-Syntec                        |
| 11.     | Flèche hesbignonne-Cras Avernas              | Bèlgica             | 1.2  | Erwin Thijs         | Unibet.com                           |
| 13.-18. | Volta a Sèrbia                               | Sèrbia i Montenegro | 2.2  | Ivailo Gabrovski    | Flanders                             |
| 14.     | Subida al Naranco                            | Espanya             | 1.1  | Fortunato Baliani   | Ceramica Panaria                     |
| 14.-17. | Ster Elektrotoer                             | Països Baixos       | 2.1  | Kurt Asle Arvesen   | Team CSC                             |
| 14.-20. | Circuito Montañés                            | Espanya             | 2.2  | Robert Gesink       | Rabobank Continental                 |
| 15.-18. | Ruta del Sud                                 | França              | 2.1  | Thomas Voeckler     | Bouygues Telecom                     |
| 15.-18. | Boucles de la Mayenne                        | França              | 2.2  | Koji Fukushima      | Cycle Racing Vang                    |
| 15.-18. | Mainfranken-Tour                             | Alemanya            | 2.2  | Sebastian Schwager  | Thüringer Energie                    |
| 16.-20. | Volta a Astúries                             | Espanya             | 2.1  | Óscar Sevilla       | T-Mobile Team                        |
| 21.     | Halle-Ingooigem                              | Bèlgica             | 1.1  | Baden Cooke         | Unibet.com                           |
| 21.     | Volta a Frísia                               | Països Baixos       | 1.1  | Aart Vierhouten     | Skil-Shimano                         |
| 25.     | Giro delle Valli Aretine                     | Itàlia              | 1.2  | Federico Canuti     | Futura                               |
| 27.     | Trofeu Città di Brescia                      | Itàlia              | 1.2  | Roberto Ferrari     | Tenax-Salmilano                      |
| 28.     | Internationale Wielertrofee Jong Maar Moedig | Bèlgica             | 1.2  | Greg Van Avermaet   | Bodysol-Win For Life-Jong Vlaanderen |
| 28.-1.  | Gran Premi ciclista de Gemenc                | Hongria             | 2.2  | Martin Prázdnovský  | Sparebanken Vest                     |
| 28.-2.  | Cursa de Solidarność i els Atletes Olímpics  | Polònia             | 2.1  | Robert Radosz       | DHL-Author                           |

### Juliol
| Data    | Cursa                                        | País          | Cat. | Vencedor                       | Equip                       |
| ------- | -------------------------------------------- | ------------- | ---- | ------------------------------ | --------------------------- |
| 1.      | Tour del Jura                                | Suïssa        | 1.2  | Andreas Schillinger            | Milram Continental          |
| 2.      | Tour de Doubs                                | França        | 1.1  | Yoann Le Boulanger             | Bouygues Telecom            |
| 2.      | Rund um den Elm                              | Alemanya      | 1.2  | Markus Eichler                 | Regiostrom-Senges           |
| 2.      | De Drie Zustersteden                         | Bèlgica       | 1.2  | Gerrit Soepenberg              | Fondas-P3 Transfer          |
| 3.-9.   | Volta a Àustria                              | Àustria       | 2.HC | Tom Danielson                  | Discovery Channel           |
| 5.-9.   | Trofeu Joaquim Agostinho                     | Portugal      | 2.1  | Daniel Petrov                  | Milaneza-Maia               |
| 8.      | Giro della Vasesia 1                         | Itàlia        | 1.2  | Francesco Tizza                | Sc Pagnoncelli Ngc Perrel   |
| 9.      | Giro della Vasesia 2                         | Itàlia        | 1.2  | Piotr Zieliński                | Bretagne-Jean Floc'h        |
| 9.      | Gran Premi de Dourges-Hénin-Beaumont         | França        | 1.2  | Markus Eichler                 | Regiostrom-Senges           |
| 14.     | Campionat d'Europa - contrarellotge sub-23   | Països Baixos | CC   | Dmitrò Hrabovski               | Ucraïna                     |
| 15.     | Cronoscalata Gardone V.T. - Prati di Caregno | Itàlia        | 1.2  | Simone Stortoni                | Lucchini Neri Nuova Comauto |
| 15.-24. | Way to Pekin                                 | Rússia        | 2.2  | Alexander Erofeev              |                             |
| 16.     | Campionat d'Europa - cursa en ruta sub-23    | Països Baixos | CC   | Benoît Sinner                  | França                      |
| 16.     | Coppa Colli Briantei Internazionale          | Itàlia        | 1.2  | Marco Cattaneo                 | NGC-Pagnoncelli-Perrel      |
| 16.     | Pomorski Klasyk                              | Polònia       | 1.2  | Krzysztof Jeżowski             | Knauf Team                  |
| 16.     | Giro del Casentino                           | Itàlia        | 1.2  | Sacha Modolo                   | Zalf Désirée Fior           |
| 19.-23. | Volta a Saxònia                              | Alemanya      | 2.1  | Vladímir Gússev                | Discovery Channel           |
| 20.-23. | Brixia Tour                                  | Itàlia        | 2.1  | Davide Rebellin                | Gerolsteiner                |
| 22.     | Gran Premi Bradlo                            | Eslovàquia    | 1.2  | Adam Hansen                    | Aposport Krone Linz         |
| 22.     | Gran Premi Cristal Energie                   | França        | 1.2  | Carles Torrent                 | Viña Magna-Cropu            |
| 23.     | Gran Premi de Pérenchies                     | França        | 1.2  | Tony Cavet                     | VC Evreux                   |
| 23.     | Gran Premi Demy-Cars                         | Luxemburg     | 1.2  | Fredrik Johansson              | Differdange-Apiflo Vacances |
| 23.     | Gran Premi Inda                              | Itàlia        | 1.2  | Wojciech Dybel                 | MGK Vis Norda               |
| 24.-28. | Tour de Valònia                              | Bèlgica       | 2.HC | Fabrizio Guidi                 | Phonak                      |
| 25.     | Prova de Villafranca de Ordizia              | Espanya       | 1.1  | Félix Cárdenas                 | Barloworld                  |
| 25.-29. | Dookoła Mazowsza                             | Polònia       | 2.2  | Tomasz Kiendyś                 | Knauf Team                  |
| 27.     | Internatie Reningelst                        | Bèlgica       | 1.2  | Robby Meul                     | Jartazi-7Mobile             |
| 29.     | Luk Challenge                                | Alemanya      | 1.1  | Markus Fothen · Sebastian Lang | Gerolsteiner                |
| 30.     | Polynormande                                 | França        | 1.1  | Anthony Charteau               | Crédit agricole             |
| 30.     | Scandinavian Race Uppsala                    | Suècia        | 1.2  | Edvald Boasson Hagen           | Maxbo Bianchi Cycling       |
| 31.     | Circuit de Getxo                             | Espanya       | 1.1  | Mikel Gaztañaga                | Atom                        |
| 31.-4.  | Volta als Pirineus                           | França        | 2.2  | Enrique Salgueiro              | Spiuk-Extremadura           |

### Agost
| Data    | Cursa                                                       | País       | Cat. | Vencedor              | Equip                                |
| ------- | ----------------------------------------------------------- | ---------- | ---- | --------------------- | ------------------------------------ |
| 2.-3.   | París-Corrèze                                               | França     | 2.1  | Didier Rous           | Bouygues Telecom                     |
| 2.-6.   | Volta a Lleó                                                | Espanya    | 2.2  | José Antonio Carrasco | Alfus-Tedes                          |
| 2.-6.   | Volta a Dinamarca                                           | Dinamarca  | 2.HC | Fabian Cancellara     | Team CSC                             |
| 3.      | Gran Premi de la vila de Camaiore                           | Itàlia     | 1.1  | Luca Paolini          | Liquigas                             |
| 4.-13.  | Tour de Guadalupe                                           | França     | 2.2  | Martin Prázdnovský    | Sparebanken Vest                     |
| 5.      | Giro del Laci                                               | Itàlia     | 1.HC | Giuliano Figueras     | Lampre-Fondital                      |
| 5.      | Gran Premi Folignano                                        | Itàlia     | 1.2  | Rocco Capasso         | S.C. Centro Della Calzatura          |
| 5.-15.  | Volta a Portugal                                            | Portugal   | 2.HC | David Blanco          | Comunidad Valenciana                 |
| 6.      | Trofeu Matteotti                                            | Itàlia     | 1.1  | Ruslan Pidgorni       | Tenax                                |
| 6.-9.   | Tour de l'Ain                                               | França     | 2.1  | Cyril Dessel          | Ag2r Prévoyance                      |
| 6.-10.  | Volta a Burgos                                              | Espanya    | 2.HC | Iban Mayo             | Euskaltel-Euskadi                    |
| 8.      | Gran Premi Fred Mengoni                                     | Itàlia     | 1.1  | Andrea Tonti          | Acqua e Sapone                       |
| 9.      | Trofeu Ciutat de Castelfidardo                              | Itàlia     | 1.1  | Paolo Bossoni         | Tenax                                |
| 12.     | Rund um die Hainleite                                       | Alemanya   | 1.1  | Jens Voigt            | Team CSC                             |
| 12.     | Gran Premi Città di Felino                                  | Itàlia     | 1.2  | Roberto Ferrari       | Tenax-Salmilano                      |
| 12.     | Copa dels Carpats                                           | Polònia    | 1.2  | Roman Broniš          | Dukla Trenčín                        |
| 13.     | Sparkassen Giro Bochum                                      | Alemanya   | 1.1  | Jens Voigt            | Team CSC                             |
| 13.     | Memorial Henryk Lasaka                                      | Polònia    | 1.1  | Petr Benčík           | PSK Whirlpool                        |
| 13.     | Subida a Urkiola                                            | Espanya    | 1.1  | Iban Mayo             | Euskaltel-Euskadi                    |
| 13.     | Trofeo Internazionale Bastianelli                           | Itàlia     | 1.2  | Rocco Capasso         | Riviera Adriatica                    |
| 15.     | Tres Valls Varesines                                        | Itàlia     | 1.HC | Stefano Garzelli      | Liquigas-Bianchi                     |
| 15.     | Puchar Ministra Obrony Narodowej                            | Polònia    | 1.2  | Marcin Gębka          | DHL-Author                           |
| 15.-18. | Tour del Llemosí                                            | França     | 2.1  | Leonardo Duque        | Cofidis                              |
| 16.     | Coppa Agostoni                                              | Itàlia     | 1.1  | Alessandro Bertolini  | Selle Italia-Diquigiovanni           |
| 16.     | Gran Premi Capodarco                                        | Itàlia     | 1.2  | Marco Bandiera        | Zalf Désirée Fior                    |
| 16.-20. | Regio-Tour                                                  | Alemanya   | 2.1  | Andreas Klöden        | T-Mobile Team                        |
| 17.     | Coppa Bernocchi                                             | Itàlia     | 1.1  | Danilo Napolitano     | Lampre-Fondital                      |
| 17.     | Gara Ciclistica Milionaria                                  | Itàlia     | 1.2  | Julien Antomarchi     | VC La Pomme Marseille                |
| 18.     | Gran Premi Àrea Metropolitana de Vigo                       | Espanya    | 1.2  | Jacek Morajko         | Carvalhelhos-Boavista                |
| 19.     | Gran Premi Ciutat de Vigo                                   | Espanya    | 1.2  | César Quiterio        | Imoholding-Loulé Jardim              |
| 20.     | Clasica a los Puertos                                       | Espanya    | 1.1  | Rubén Plaza           | Comunidad Valenciana                 |
| 20.     | Châteauroux Classic de l'Indre                              | França     | 1.1  | Nicolas Vogondy       | Crédit agricole                      |
| 22.     | Gran Premi de la vila de Zottegem                           | Bèlgica    | 1.1  | René Obst             | Milram Continental                   |
| 22.-25. | Tour de Poitou-Charentes                                    | França     | 2.1  | Sylvain Chavanel      | Cofidis                              |
| 23.     | Druivenkoers Overijse                                       | Bèlgica    | 1.1  | Russell Downing       | DFL-Cyclingnews-Litespeed            |
| 23.     | Gran Premi Nobili Rubinetterie                              | Itàlia     | 1.1  | Paolo Longo Borghini  | Ceramica Flaminia                    |
| 23.-27. | Gran Premi Guillem Tell                                     | Suïssa     | 2.2U | Markus Eibegger       | Àustria                              |
| 24.     | Gran Premi de la indústria i el comerç artesanal de Carnago | Itàlia     | 1.1  | Félix Cárdenas        | Barloworld                           |
| 26.     | Giro del Vèneto                                             | Itàlia     | 1.HC | Rinaldo Nocentini     | Wiesenhof-Akud                       |
| 26.     | Szlakiem Walk Major Hubala                                  | Polònia    | 1.2  | Tomasz Lisowicz       | Knauf Team                           |
| 27.     | Rund um den Sachsenring                                     | Alemanya   | 1.2  | Artur Gajek           | Wiesenhof-Akud                       |
| 27.     | Fletxa del ports flamencs                                   | Bèlgica    | 1.2  | Vytautas Kaupas       | Jartazi-7Mobile                      |
| 28.     | Gran Premi de Beuvry-la-Forêt                               | França     | 1.2  | Jean Zen              | V.C Roubaix                          |
| 29.     | Copa Sels                                                   | Bèlgica    | 1.1  | Preben Van Hecke      | Davitamon-Lotto                      |
| 29.-3.  | Volta a la Gran Bretanya                                    | Regne Unit | 2.1  | Martin Pedersen       | Team CSC                             |
| 29.-3.  | Giro de la Vall d'Aosta                                     | Itàlia     | 2.2  | Alessandro Bisolti    | U.C Palazzago Elledent Rad Logistica |
| 30.-3.  | Volta a Eslovàquia                                          | Eslovàquia | 2.2  | Radosław Romanik      | DHL-Author                           |
| 31.     | Trofeu Melinda                                              | Itàlia     | 1.1  | Stefano Garzelli      | Liquigas-Bianchi                     |
| 31.-9.  | Tour de l'Avenir                                            | França     | 2.1  | Moisés Dueñas         | Agritubel                            |

### Setembre
| Data    | Cursa                                           | País          | Cat. | Vencedor                      | Equip                                      |
| ------- | ----------------------------------------------- | ------------- | ---- | ----------------------------- | ------------------------------------------ |
| 1.-3.   | Roserittet                                      | Noruega       | 2.2  | Jos van Emden                 | Rabobank Continental                       |
| 2.      | Coppa Placci                                    | Itàlia        | 1.HC | Rinaldo Nocentini             | Wiesenhof-Akud                             |
| 2.      | Tour de Rijke                                   | Països Baixos | 1.1  | Graeme Brown                  | Rabobank                                   |
| 3.      | Gran Premi Jef Scherens                         | Bèlgica       | 1.1  | Marcel Sieberg                | Wiesenhof-Akud                             |
| 3.      | Giro de la Romanya                              | Itàlia        | 1.1  | Santo Anzà                    | Selle Italia-Serramenti Diquigiovanni      |
| 3.      | Duo normand                                     | França        | 1.2  | Ondřej Sosenka · Radek Blahut | Acqua & Sapone PSK-Whirlpool-Hradec Krlove |
| 6.      | Memorial Rik Van Steenbergen                    | Bèlgica       | 1.1  | Niko Eeckhout                 | Chocolade Jacques-Topsport Vlaanderen      |
| 7.-10.  | Giro de Toscana sub-23                          | Itàlia        | 2.2  | Francesco Gavazzi             | Lampre-Fondital                            |
| 8.-16.  | Volta a Bulgària                                | Bulgària      | 2.2  | Ivailo Gabrovski              | Flanders                                   |
| 9.      | París-Brussel·les                               | Bèlgica       | 1.HC | Robbie McEwen                 | Davitamon-Lotto                            |
| 9.-10.  | Triptyque des Barrages                          | Bèlgica       | 2.2U | Jos van Emden                 | Rabobank Continental                       |
| 10.     | Volta a Nuremberg                               | Alemanya      | 1.1  | Gerald Ciolek                 | Wiesenhof-Akud                             |
| 10.     | Gran Premi de Fourmies                          | França        | 1.HC | Philippe Gilbert              | La Française des jeux                      |
| 10.     | Chrono champenois                               | França        | 1.2  | Matti Helminen                | Profel Ziegler Continental                 |
| 13.     | Gran Premi de Valònia                           | Bèlgica       | 1.1  | Philippe Gilbert              | La Française des jeux                      |
| 13.-17. | Drei-Länder-Tour                                | Alemanya      | 2.1  | Sebastian Lang                | Gerolsteiner                               |
| 14.     | Tour de Vojvodina                               | Sèrbia        | 1.2  | Jure Kocjan                   | Radenska Powerbar                          |
| 15.     | Campionat de Flandes                            | Bèlgica       | 1.1  | Niko Eeckhout                 | Chocolade Jacques-Topsport Vlaanderen      |
| 15.-16. | Tour de la Somme                                | França        | 2.2  | Romain Feillu                 | CC Nogent-sur-Oise                         |
| 16.     | Gran Premi Città di Misano-Adriatico            | Itàlia        | 1.1  | Daniele Bennati               | Lampre-Fondital                            |
| 16.     | Giro del Canavese                               | Itàlia        | 1.2U | Francesco Gavazzi             | Lampre-Fondital                            |
| 17.     | Gran Premi de la Indústria i el Comerç de Prato | Itàlia        | 1.1  | Daniele Bennati               | Lampre-Fondital                            |
| 17.     | Gran Premi d'Isbergues                          | França        | 1.1  | Cédric Vasseur                | Quick Step                                 |
| 17.     | Trofeu Gianfranco Bianchin                      | Itàlia        | 1.2  | Matic Strgar                  | Radenska Powerbar                          |
| 20.     | Omloop van het Houtland                         | Bèlgica       | 1.1  | Artur Gajek                   | Wiesenhof-Akud                             |
| 23.     | Delta Profronde                                 | Països Baixos | 1.1  | Steven de Jongh               | Quick Step                                 |
| 26.     | Omloop van de Vlaamse Scheldeboorden            | Bèlgica       | 1.1  | Danilo Hondo                  | Team Lamonta                               |
| 26.     | Ruota d'Oro                                     | Itàlia        | 1.2  | Serguei Kolésnikov            | Omnibike Dynamo Moscou                     |
| 28.-1.  | Circuit franco-belga                            | Bèlgica       | 2.1  | Kevin Van Impe                | Quick Step                                 |
| 30.     | Memorial Cimurri                                | Itàlia        | 1.1  | Enrico Gasparotto             | Liquigas-Bianchi                           |

### Octubre
| Data | Cursa                     | País     | Cat. | Vencedor           | Equip                   |
| ---- | ------------------------- | -------- | ---- | ------------------ | ----------------------- |
| 3.   | Münsterland Giro          | Alemanya | 1.1  | Paul Martens       | Skil-Shimano            |
| 5.   | Coppa Sabatini            | Itàlia   | 1.1  | Giovanni Visconti  | Team Milram             |
| 5.   | París-Bourges             | França   | 1.1  | Thomas Voeckler    | Bouygues Telecom        |
| 7.   | Giro de l'Emília          | Itàlia   | 1.HC | Davide Rebellin    | Gerolsteiner            |
| 8.   | Gran Premi Bruno Beghelli | Itàlia   | 1.1  | Sergio Marinangeli | Naturino-Sapore di Mare |
| 8.   | París-Tours sub-23        | França   | 1.2U | Huub Duyn          | Rabobank Continental    |
| 12.  | Giro del Piemont          | Itàlia   | 1.HC | Daniele Bennati    | Lampre-Fondital         |

### Proves anul·lades
| Data         | Cursa                  | País          | Cat. | Causa |
| ------------ | ---------------------- | ------------- | ---- | ----- |
| 1 juliol     | Critèrium dels Abruços | Itàlia        |      |       |
| 20 agost     | A través de Gendringen | Països Baixos |      |       |
| 26 agost     | Giro del Friül         | Itàlia        |      |       |
| 1-3 setembre | Stuttgart–Estrasburg   | Alemanya      |      |       |

## Classificacions
- Font: UCI Europa Tour Arxivat 2016-03-12 a Wayback Machine.

| #   | Ciclista                    | Equip                   | Pts. |
| --- | --------------------------- | ----------------------- | ---- |
| 1.  | Niko Eeckhout (BEL)         | Chocolade Jacques       | 709  |
| 2.  | Danilo Hondo (GER)          | Team Lamonta            | 688  |
| 3.  | Rinaldo Nocentini (ITA)     | Acqua e Sapone          | 582  |
| 4.  | Serguei Kolésnikov (RUS)*   | Omnibike Dynamo Moscou  | 514  |
| 5.  | Luca Mazzanti (ITA)         | Ceramica Panaria        | 491  |
| 6.  | Baden Cooke (AUS)           | Unibet.com              | 454  |
| 7.  | Aleksandr Khatúntsev (RUS)* | Omnibike Dynamo Moscou  | 451  |
| 8.  | Andrea Tonti (ITA)          | Acqua e Sapone          | 441  |
| 9.  | Ricardo Serrano (ESP)       | Kaiku                   | 379  |
| 10. | Ruslan Pidgorni (UKR)       | Tenax-Salmilano         | 358  |
| 11  | Gerald Ciolek (GER)*        | Wiesenhof-Akud          | 313  |
| 12  | Jure Golčer (SLO)           | Perutnina Ptuj          | 311  |
| 13  | Bert De Waele (BEL)         | Landbouwkrediet-Colnago | 309  |
| 13  | Robert Gesink (NED)*        | Rabobank Continental    | 309  |
| 15  | Santo Anzà (ITA)            | Selle Italia-Serramenti | 303  |
| 16  | Markus Eichler (GER)        | Regiostrom-Senges       | 295  |
| 17  | Francesco Gavazzi (ITA)*    | -                       | 292  |
| 18  | Ivailo Gabrovski (BUL)      | Flanders                | 283  |
| 19  | Mikel Gaztañaga (ESP)       | Atom                    | 267  |
| 20  | Marcin Sapa (POL)           | Team Knauf              | 265  |

| #   | Ciclista                              | País          | Pts. |
| --- | ------------------------------------- | ------------- | ---- |
| 1.  | Acqua e Sapone                        | Itàlia        | 1751 |
| 2.  | Unibet.com                            | Bèlgica       | 1665 |
| 3.  | Omnibike Dynamo Moscou                | Rússia        | 1509 |
| 4.  | Rabobank Continental                  | Països Baixos | 1489 |
| 5.  | Chocolade Jacques-Topsport Vlaanderen | Bèlgica       | 1475 |
| 6.  | Ceramica Panaria                      | Irlanda       | 1416 |
| 7.  | Perutnina Ptuj                        | Eslovènia     | 1242 |
| 8.  | Barloworld                            | Regne Unit    | 1225 |
| 9.  | Wiesenhof-Akud                        | Alemanya      | 1177 |
| 10. | Comunidad Valenciana                  | Espanya       | 1130 |
| 11  | Tenax-Salmilano                       | Irlanda       | 1107 |
| 12  | Team Knauf                            | Polònia       | 1038 |
| 13  | Kaiku                                 | Espanya       | 1016 |
| 14  | Agritubel                             | França        | 993  |
| 15  | Landbouwkrediet-Colnago               | Bèlgica       | 992  |
| 16  | Skil-Shimano                          | Països Baixos | 927  |
| 17  | Team Lamonta                          | Alemanya      | 916  |
| 18  | Bretagne-Jean Floc'h                  | França        | 872  |
| 19  | Selle Italia-Serramenti Diquigiovanni | Colòmbia      | 767  |
| 20  | Naturino-Sapore di Mare               | Itàlia        | 752  |

| \| # \| País \| Pts. \| \| --- \| ------------- \| ------- \| \| 1. \| Itàlia \| 3264 \| \| 2. \| Alemanya \| 2485 \| \| 3. \| Bèlgica \| 2373 \| \| 4. \| Espanya \| 2368 \| \| 5. \| Rússia \| 2277,32 \| \| 6. \| Països Baixos \| 2172 \| \| 7. \| Polònia \| 1793,32 \| \| 8. \| Eslovènia \| 1552 \| \| 9. \| França \| 1449 \| \| 10. \| Ucraïna \| 1292 \| \| 11 \| Portugal \| 1199 \| \| 12 \| Regne Unit \| 983 \| \| 13 \| Eslovàquia \| 961 \| \| 14 \| Txèquia \| 956 \| \| 15 \| Belarús \| 776 \| \| 16 \| Bulgària \| 760 \| \| 17 \| Dinamarca \| 732 \| \| 18 \| Noruega \| 711 \| \| 19 \| Àustria \| 683 \| \| 20 \| Croàcia \| 625 \| |               |         |
| # | País          | Pts.    |
| 1. | Itàlia        | 3264    |
| 2. | Alemanya      | 2485    |
| 3. | Bèlgica       | 2373    |
| 4. | Espanya       | 2368    |
| 5. | Rússia        | 2277,32 |
| 6. | Països Baixos | 2172    |
| 7. | Polònia       | 1793,32 |
| 8. | Eslovènia     | 1552    |
| 9. | França        | 1449    |
| 10. | Ucraïna       | 1292    |
| 11 | Portugal      | 1199    |
| 12 | Regne Unit    | 983     |
| 13 | Eslovàquia    | 961     |
| 14 | Txèquia       | 956     |
| 15 | Belarús       | 776     |
| 16 | Bulgària      | 760     |
| 17 | Dinamarca     | 732     |
| 18 | Noruega       | 711     |
| 19 | Àustria       | 683     |
| 20 | Croàcia       | 625     |